# Linga (Bluemull Sound)
Pour les articles homonymes, voir Linga.
Linga, en vieux norrois Lyngey, est une île inhabitée du Royaume-Uni situé en Écosse, dans les Shetland.